# Franz Abt
Franz Wilhelm Abt (Eilenburgo, Sajonia, 22 de diciembre de 1819-Wiesbaden, 31 de marzo de 1885) fue un compositor, director de orquesta y poeta alemán.

## Biografía
Su padre le tenía destinado para la carrera eclesiástica, y le hizo comenzar sus estudios en la universidad de Leipzig, ingresando al mismo tiempo en la célebre escuela de música llamada la Thomasschule.

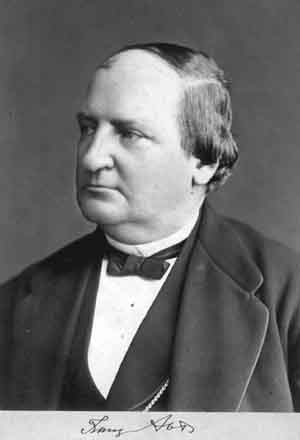
Retrato.

A la muerte de su padre, abandonó los estudios de teología y se dedicó exclusivamente a la música, en 1841, fue maestro de capilla en Bernburg y Zúrich, y permaneció algunos años en la última ciudad, ocupándose muy especialmente de la dirección de sociedades corales de hombres. En 1852 pasó a director de orquesta en Brunswick e hizo algunas provechosas tournées por América. En 1855 obtuvo la dirección de la capilla del palacio imperial, retirándose después a Wiesbaden, donde fijó su residencia. 
Sus obras, compuestas en la mayor parte de cuartetos, para coros de hombres y cantos, fueron muy populares en Alemania, y si bien no igualan a las de Schubert, Schumann y Robert Franz, son elegantes, fáciles y muy sentidas, recuerdan algo las de los compositores franceses, debiendo además parte de la fama alcanzada, a su agradable armonización y escasas dificultades de interpretación. Rivalizó con Kücken y Gumbert, escribiendo coros para hombres que se distinguen por una inspiración franca y libre y armonías llenas, sonoras y elegantes.
En 1891, se le erigió una estatua en Braunschweig. Las obras escritas por Abt, son unas 400, entre lieder y coros. En 1865, es publicó en París una colección de 40 melodías de Abt, con letra francesa de Wilder. Entre sus composiciones, son dignas de mención: Wenn die Schwalb heimovärts ziehen y Gute Nacht, du mein Herzig Kind. Escribió también una ópera titulada Das Königs Schartschuts (1873), que fue bien acogida.